# Prinz-Luitpold-Bad

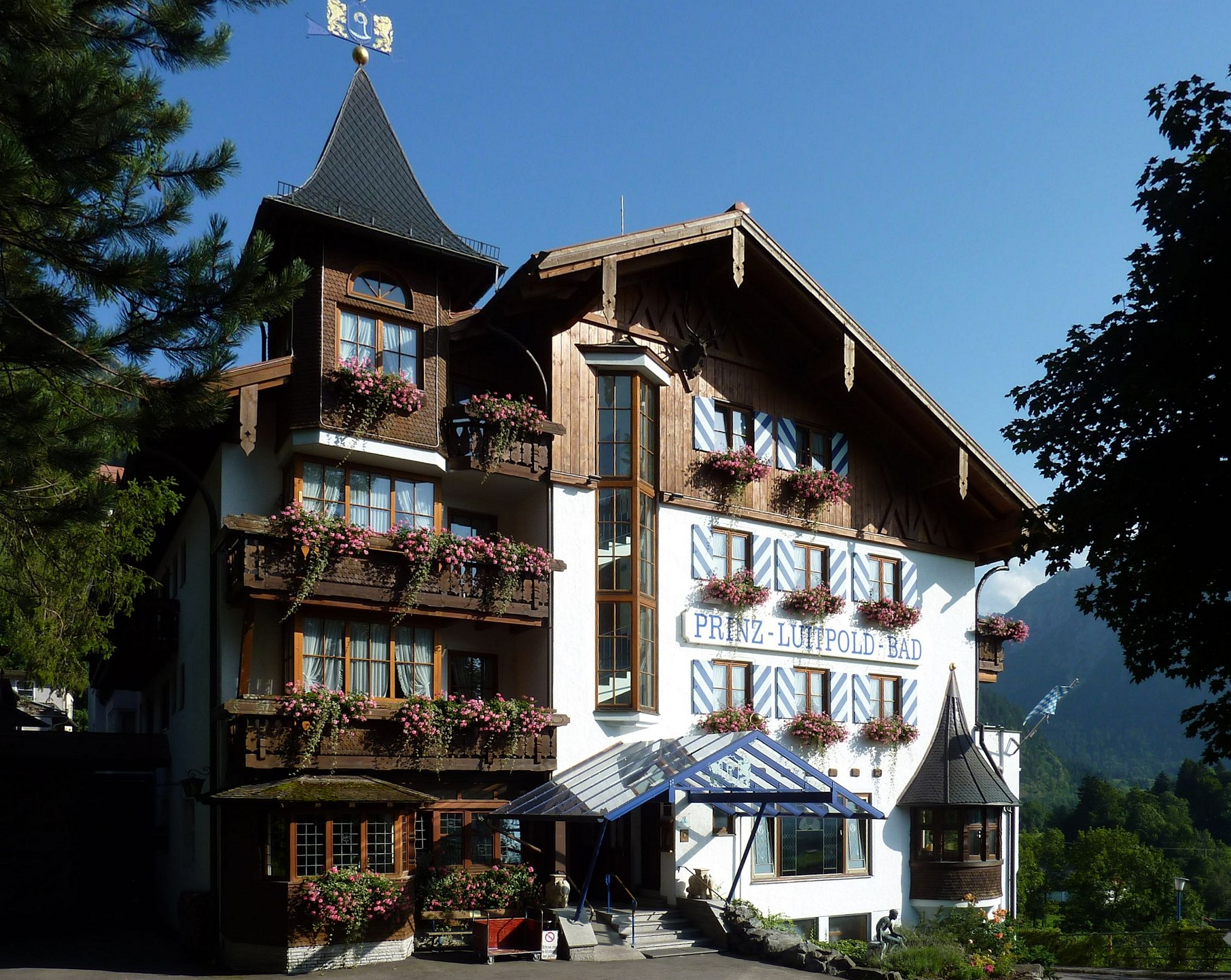
Prinz-Luitpold-Bad

Das Prinz-Luitpold-Bad ist ein Bade- und Hotelbetrieb in Bad Oberdorf, der Deutschlands höchstgelegene Schwefelquelle nutzt.

## Geschichte

### Die Anfänge

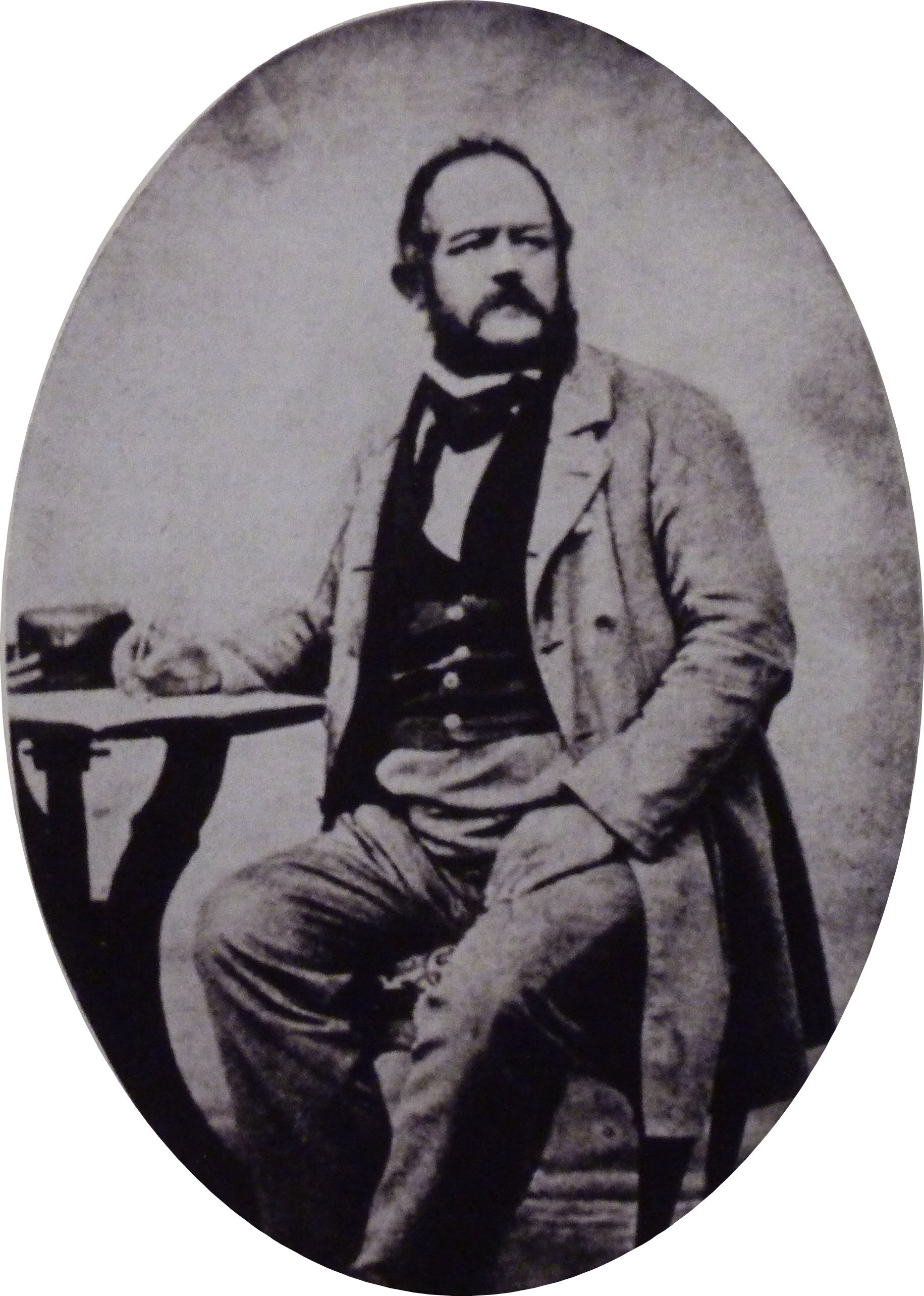
Leonhard Stich

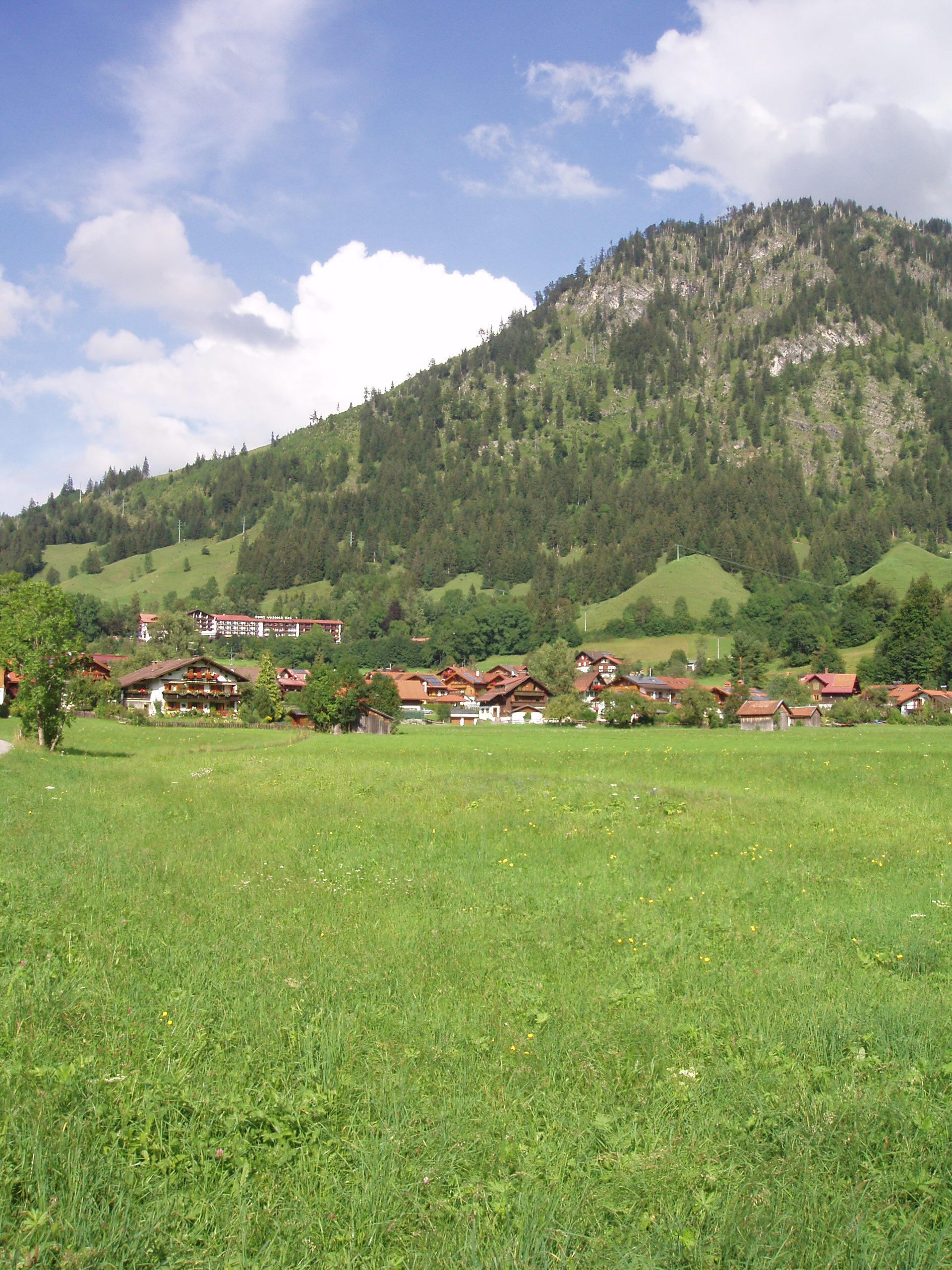
Bad Oberdorf und der Iseler

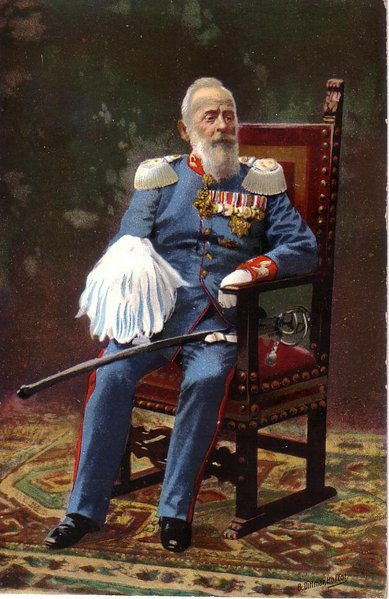
Prinzregent Luitpold, der Namenspatron des Bades

Das Wasser der Quelle, die an der Südflanke des Iselers entspringt, war längst bekannt für seine heilkräftige Wirkung, als der Sonthofener Arzt Leonhard Stich sich Gedanken über eine kommerzielle Nutzung machte. Am 13. Dezember 1862 kaufte er der Gemeinde das Grundstück, auf dem die Quelle sich befand, für 700 Gulden ab. Der Kaufvertrag enthielt eine Klausel, mit der man sich gegen die Errichtung eines weiteren gastronomischen Betriebs in Oberdorf absichern wollte: „Die Ortsgemeinde Oberdorf protestiert von vornherein gegen die Errichtung einer förmlichen Tafernwirtschaft seitens des Herrn Käufers.“
So konnte Leonhard Stich zunächst nur ein Badehaus errichten lassen. Dies geschah 1864. Da die Quelle samt Badehaus jedoch ober- und außerhalb des Ortes lag und die Badegäste verpflegt sein wollten, beantragte Stich 1865 eine Konzession zur Verabreichung von Speisen und Getränken und auch zur Beherbergung von Badegästen. Das königliche Bezirksamt in Sonthofen gab diesem Gesuch auch im Sommer 1865 statt, wies jedoch darauf hin, dass noch eine Bewilligung zur Eröffnung einer Heilbadeanstalt fehlte.
1866 erfolgte die erste Analyse des Quellenwassers durch Professor Ludwig Andreas Buchner aus München. Dieser berichtete auf der Sitzung der mathematisch-physikalischen Klasse der Königlich bayrischen Akademie der Wissenschaften am 7. März 1868:
„Unweit dem Orte Oberdorf bei Hindelang, in einem der schönsten Theile des Algäu's, entspringt auf einer das weite Gebirgsthal beherrschenden Anhöhe, über welche die Strasse nach Tyrol führt, eine Schwefelquelle, welche der thätige praktische Arzt Herr Dr. Leonhard Stich von Sönthofen [sic !] seit ein Paar Jahren zu Heilzwecken benutzt, wozu er in der Nähe der Quelle eine gern besuchte Badanstalt errichtet hat. Einer an mich ergangenen Einladung zufolge habe ich das Wasser dieser Quelle einer chemischen Untersuchung unterworfen, deren Ergebnisse ich im Folgenden mittheile.

Bei der von mir vorgenommenen Besichtigung der Quelle konnte schon in einiger Entfernung von der mit einer Thüre verschlossenen Brunnstube, in welcher sich das Wasser der Quelle ansammelt, ein Geruch nach Schwefelwasserstoff ganz gut wahrgenommen werden. Beim Oeffnen der gemauerten Stube trat dieser Geruch noch stärker hervor und das darin befindliche Wasser erschien weisslich getrübt, gerade so wie eine an der Luft stehende Auflösung von Schwefelwasserstoff in Wasser, deren Schwefelwasserstoff durch den Sauerstoff der Luft unter Ausscheidung von Schwefel zersetzt wurde.

Nachdem das Wasser aus der Brunnstube abgelassen worden war, bemerkte man, dass auf dem mergeligen Grunde das Quellwasser theils seitwärts, theils von unten hervor sickert und dann die Brunnstube bis zur Höhe von einigen Fuss füllt.

Der Mergel dieses Grundes sieht im feuchten Zustande schwarzgrau und getrocknet hellgrau aus. Er enthält, wie die damit vorgenommene chemische Untersuchung bewies, Gyps [sic !], etwas organische Substanz und ein wenig freien Schwefel beigemengt, welcher letztere offenbar von der in der Brunnstube beständig vor sich gehenden Zersetzung des im Wasser aufgelösten Schwefelwasserstoffes herrührt.

Die quantitative Bestimmung des Schwefelwasserstoffes in diesem Wasser wurde an einem Herbstmorgen vorgenommen, nachdem sich die am Abend zuvor entleerte Brunnstube frisch mit Wasser gefüllt hatte.

Auch diessmal roch das klare Wasser sehr stark nach Schwefelwasserstoff; der Geschmack desselben war hepatisch und bald darauf schwach bitterlich-salzig, ähnlich dem einer Auflösung von schwefelsaurem Kalke.

Man bestimmte die Menge des Schwefelwasserstoffes mittelst einer stark verdünnten wässerigen Jodauflösung, welche in einem Liter 1,27 Grm., d. h. 0,01 Mischungsgewicht freien Jodes enthielt.

Von dieser Jodlösung wurden 0,2 C. C. gebraucht, um 100 C. C. eines schwefelwasserstofffreien Wassers, dem man ein wenig dünnen Stärkekleister beigemischt hatte, deutlich blau zu färben. Hingegen waren, um die nämliche Erscheinung in 100 C. C. des fraglichen Mineralwassers hervorzubringen, im Mittel von mehreren sehr gut übereinstimmenden Versuchen 15,05 C. C. Jodlösung erforderlich.

Da nun 1 Mischungsgewicht Jod (= 127,00) einem Mischungsgewichte Schwefelwasserstoff (= 17,00) äquivalent ist und beide Stoffe in diesen Mengenverhältnissen sich umsetzen in Jodwasserstoff und freien Schwefel, so ergibt sich, dass das Oberdorfer Schwefelwasser in einem Liter 0,02525 Grm. Schwefelwasserstoff enthält, was bei der gefundenen Temperatur des Wassers, in Volumen ausgedrückt, 17,22 CG. beträgt.

Daraus geht hervor, dass die Schwefelquelle zu Oberdorf verhältnissmässig sehr reich an Schwefelwasserstoff ist und deshalb zu den stärkeren Hydrothionquellen Bayerns gezählt werden muss.

Indessen zeigte sich dieser hohe Gehalt in constanter Weise erst, als man das Wasser aus grösserer Tiefe der Brunnstube schöpfte. Die oberen, zunächst mit der Luft in Berührung kommenden Schichten des Wassers zeigten aus leicht erklärbarer Ursache einen etwas geringeren und mehr schwankenden Gehalt an Schwefelwasserstoff.

Das Wasser hat eine Temperatur von + 8>5° R. oder 10,Go C.

Das specifische Gewicht desselben wurde bei -|- 15° R. = 1,0014 gefunden.“
Nachdem diese Analyse erfolgt war, erhielt Leonhard Stich am 11. Mai 1866 die Bewilligung, sein Heilbad zu eröffnen.
1867 beteiligte sich Stichs Schwager, der Kunstmühlenbesitzer Sebastian Weber aus Berghofen, an dem Geschäft. 1868 wurde das Badegebäude aufgestockt und 1869 um einen Gartensalon ergänzt. 1872 besaß das Etablissement 24 Gästezimmer, einen Speisesaal und fünf Badekabinette mit Dampfheizung, dazu einen Sommersalon mit mehr als hundert Plätzen. Angeboten wurden unter anderem russisch-irische Bäder und warme Duschen sowie warme Wannenbäder mit Schwefelmineralwasser. Empfohlen wurden die Anwendungen vor allem bei Gicht, Rheumatismus, Ischialgie, Nervenschmerzen, Frauenleiden, Darmträgheit, Blutarmut, Herzschwäche und Arterienverkalkung. Die Patienten sollten täglich oder im Zweitagesrhythmus zehn bis 15 Minuten im 36 Grad warmen Schwefelmineralwasser baden und danach jeweils eine Stunde ruhen.
1873 erhielt Sebastian Weber die Konzession zur Ausübung einer „vollen Tafernwirtschaft“. Im selben Jahr ließ er sich von Leonhard Stichs Sohn Crescenz auszahlen, nachdem der Gründer des Bades verstorben war.

### Der Namenspatron

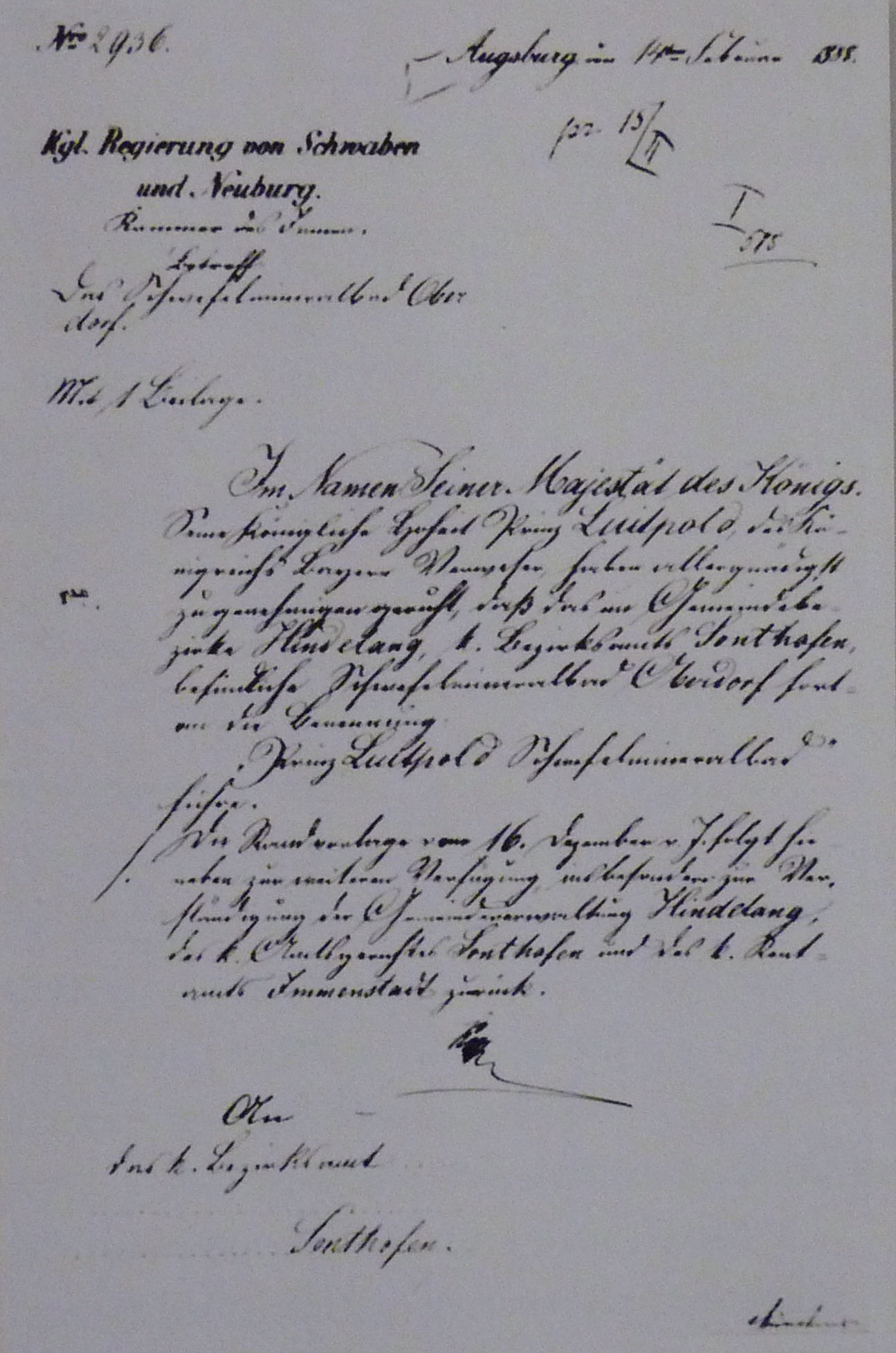
Die Genehmigung des Namens

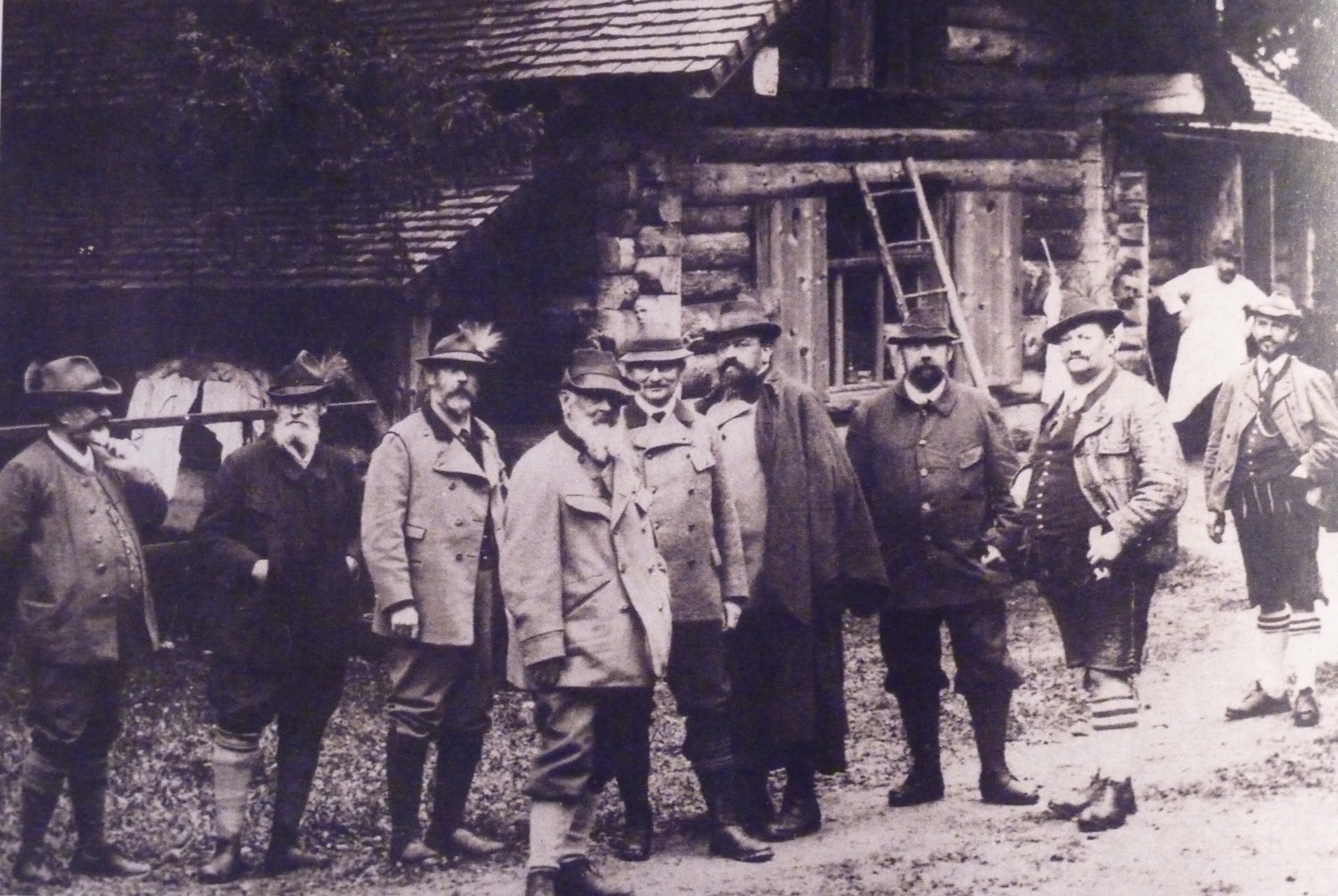
Prinzregent Luitpold und Gefolge vor seiner Jagdhütte

Prinzregent Luitpold war der Gegend um Hindelang eng verbunden. Nach und nach hatte er sein Jagdrevier in dieser Gegend auf eine Größe von 60 000 Hektar ausgeweitet, die ihm, wie etwa das Retterschwanger Tal, zum Teil auch als Schenkung zufielen. Aus dem Forstenrieder Park hatte er 17 Stück Rotwild in dieses Revier bringen lassen, die insbesondere von seinem Leibjäger Leo Dorn aus Hindelang gehegt wurden – heute sind es rund 3400. Neben der Jagd liebte er auch das Bad in den Gewässern der Umgebung. 1886 wurde er zum offiziellen Landesherrn, und zwei Jahre später, am 14. Februar 1888, ging er auf das Gesuch des Crescenz Stich, sein Bad nach Luitpold benennen zu dürfen, ein: „Seine königliche Hoheit Prinz Luitpold, des Königreichs Bayern Verweser, haben allergnädigst zu genehmigen geruht, dass das im Gemeindebezirk Hindelang, königl. Bezirksamt Sonthofen befindliche Schwefelmineralbad Oberdorf fortan die Bezeichnung 'Prinz Luitpold Schwefelmineralbad' führe.“ Luitpold war mehrfach Gast in dem Etablissement, wenn er sich zur Jagdzeit in Hinterstein aufhielt.

### Die Prinzregentenzeit

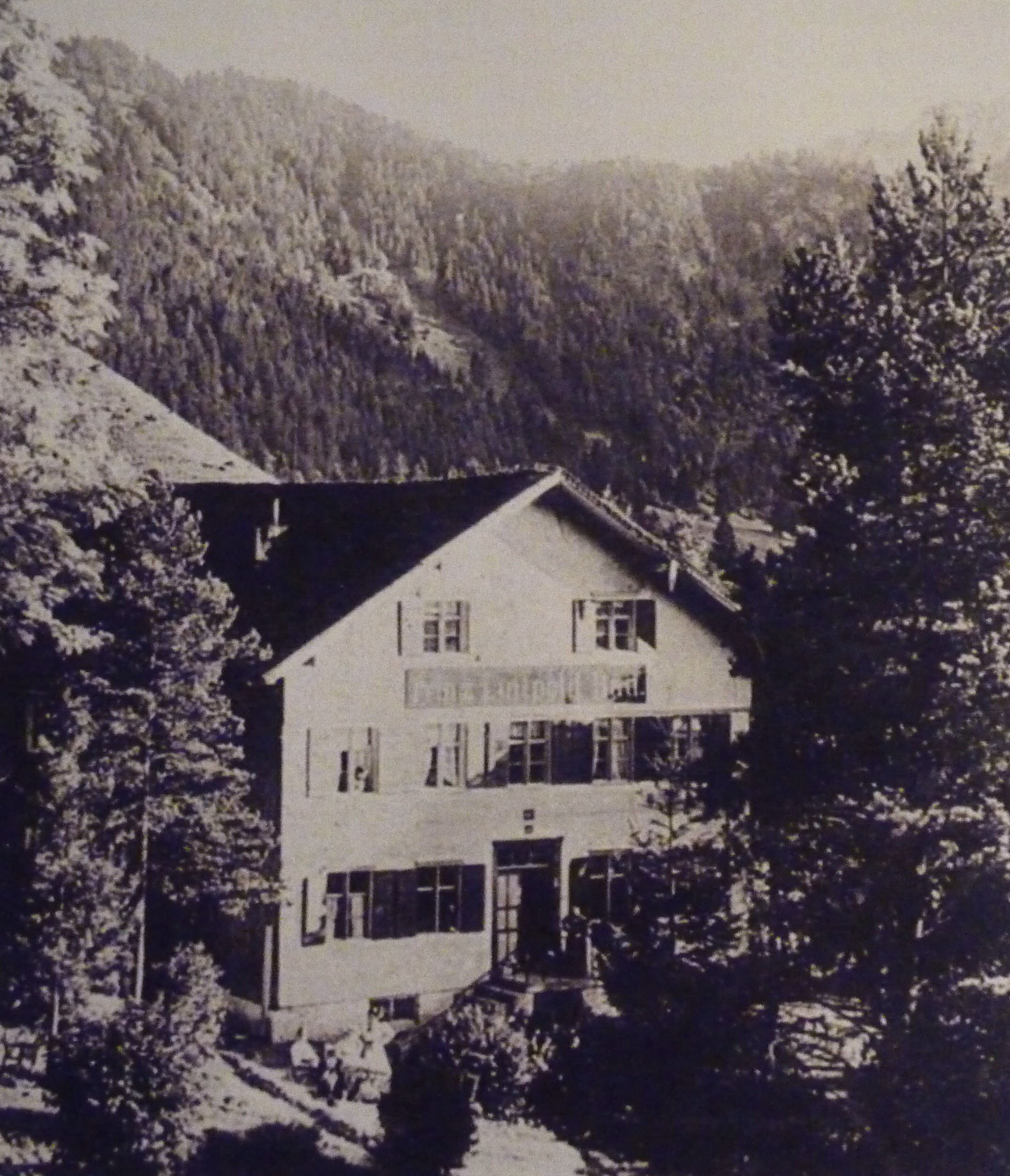
Die älteste bekannte Aufnahme, um 1892

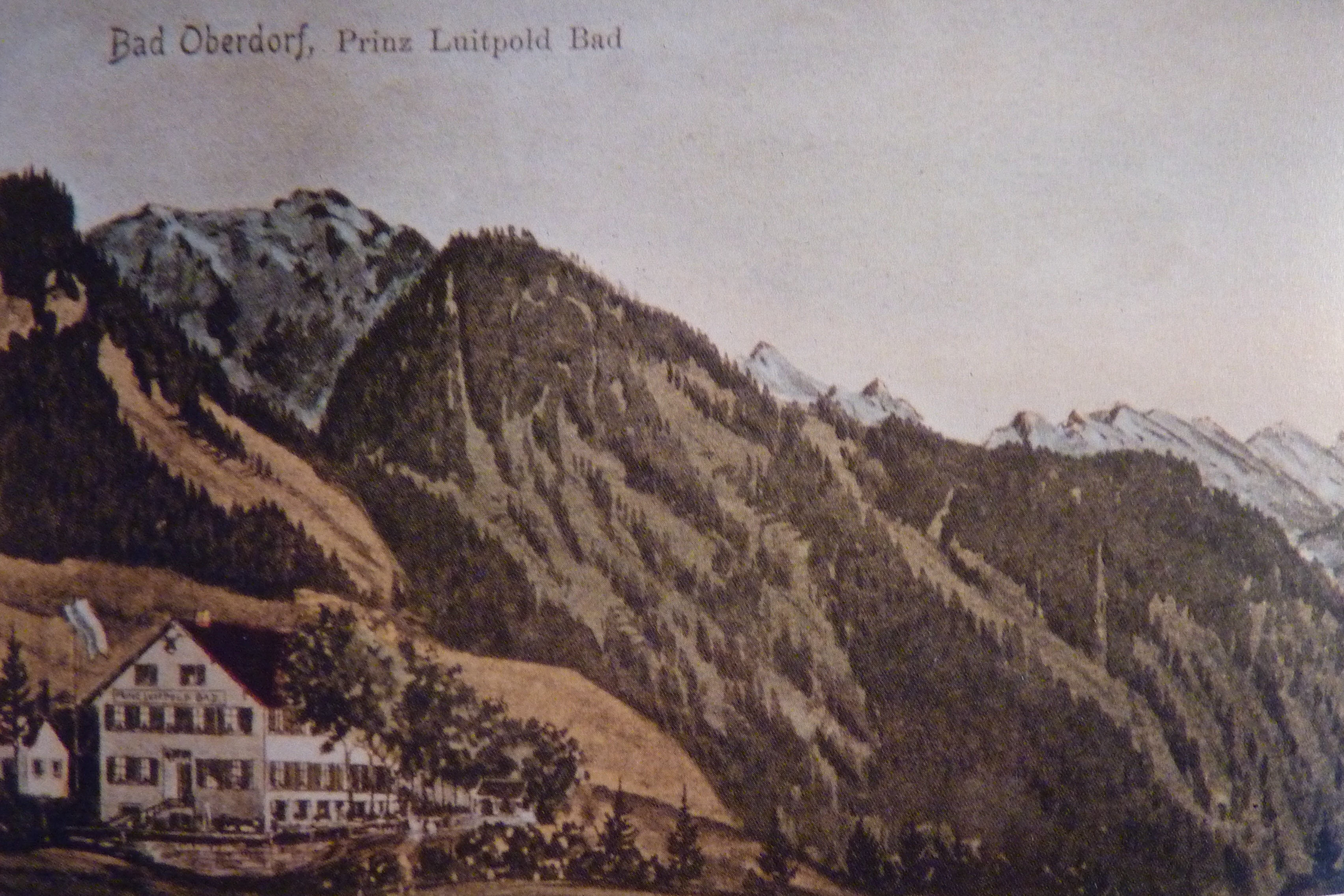
Das Bad in den 1890er Jahren

1892 erbte Leonhard Stichs Enkelin Josefa Schmid das Anwesen. Damit setzte eine Phase häufiger Besitzerwechsel ein. Josefa Schmid verkaufte das Bad 1895 an Franz Josef und Johanna Müller, die es acht Jahre lang führten und 1903 durch Grundstückstausch an Josef und Cäcilia Holl weitergaben. Diese profitierten unter anderem von den regelmäßigen Treffen der ortsansässigen Schützen, die bis zum Ausbruch des Ersten Weltkriegs auf der Hotelterrasse zu trainieren pflegten. Die Überreste der Anzeigerdeckung am Schießstand-Bichel östlich des Hauses sollen heute noch zu erkennen sein.
Zulauf brachten auch der Ausbau der Jochstraße ab dem Jahr 1900 sowie die Einrichtung der Kraftpostlinie Sonthofen-Hindelang und der Bau des Vaterlandsweges, der unmittelbar an den Gebäuden des Bades vorbeiführte. Der Vaterlandsweg ist nach dem Verein „Das engere Vaterland“ benannt, dem unter anderem auch der Maler Richard Mahn und der Kommerzienrat Gottfried Zillibiller angehörten. Am 11. Mai 1900 genehmigte der Prinzregent außerdem die Umbenennung des Ortes in „Bad Oberdorf“.

### Der Erste Weltkrieg und die Zwischenkriegszeit
Der Tod des Prinzregenten 1912 und der zwei Jahre später beginnende Erste Weltkrieg bedeuteten einen tiefen Einschnitt. Josef und Cäcilia Holl konnten den Betrieb bis 1923 halten; dann gaben sie auf und boten Bad und Hotel zum Verkauf an. Damit begann die Ära unter der Besitzerfamilie Gross, die das Haus bis heute bewirtschaftet.
Andreas Gross kaufte das Anwesen am 11. Mai 1923 mitten in der Inflationszeit für zehn Millionen Mark. Gross war von Hause aus Schmied, hatte aber eine Wirtstochter aus Mering geheiratet und war mit dem Brauereibesitzer Zötler aus Rettenberg verschwägert, der den Kontakt mit der Familie Holl hergestellt hatte. Nach dem Ersten Weltkrieg hatte er zunächst den Gasthof „Bären“ in Ingolstadt betrieben, aber aus gesundheitlichen Gründen ein Haus in anderem Klima kaufen müssen. Andreas und Maria Gross erweiterten das Anwesen bald: Der Kuchenverkauf am Wochenende ermöglichte es ihnen, ihr Grundstück Stück um Stück zu vergrößern. Maria Gross’ Möbelkäufe auf Auktionen prägen das Haus bis heute – sie war stets auf der Suche nach Antiquitäten, die dem Namenspatron des Unternehmens angemessen schienen. Unter anderem erwarb sie in den 1930er Jahren die komplette Einrichtung der chinesischen Auslandsvertretung.
1925 besaß das Hotel 28 Gästezimmer und eine Zentralheizung. Im selben Jahr wurde die Schwefelmineralquelle zur öffentlich benutzten Heilquelle im Sinne des Artikels 20 des Wassergesetzes erklärt. 1926 bemühte sich Andreas Gross um die Anerkennung seines Hauses als Höhenluft-Kurhotel und Erholungsheim, damit die Einweisung von Patienten durch Kostenträger wie Versicherungen und Behörden erfolgen konnte.
1928 fand ein größerer Umbau statt: Der spätere Mittelbau wurde auf drei Stockwerke erhöht und eine Bierstube wurde eingebaut. Damit wuchs die Kapazität des Hotels auf 70 Gästezimmer, was allerdings den Bedarf noch immer nicht deckte. Badegäste, die keine Unterkunft in Gross’ Haus finden konnten, wurden in verschiedenen Quartieren im Dorf untergebracht und kamen zum Essen und Baden herauf. 1929 wurden auch sogenannte „Lichtbäder“ ins Programm aufgenommen.
1930 wurde das Etablissement in „Luitpoldbad“ umbenannt. Ständiger Hausarzt wurde Otto Stein, der zuvor eine Heilanstalt in München geleitet hatte. Die Kurangebote wurden um Mooranwendungen und die Nutzung einer Liegehalle erweitert, die östlich des Hauses errichtet worden war. Das Moor wurde aus dem Hühnermoos herbeigeschafft.
1932 wurde die Verbindungsstraße zwischen dem Hotel und der Jochstraße gebaut, die später nach Andreas Gross benannt wurde. Im selben Jahr erwarb die Familie die Jochkanzel an der Jochstraße, um dort ein Aussichtsrestaurant zu errichten. Der Bau sollte vertragsgemäß innerhalb von fünf Jahren beginnen. Da dies nicht in die Tat umgesetzt wurde und der zweite Sohn der Familie, Albert, der dieses Etablissement hätte führen sollen, im Zweiten Weltkrieg fiel, kam die Jochkanzel 1951 wieder in den Besitz der Gemeinde.

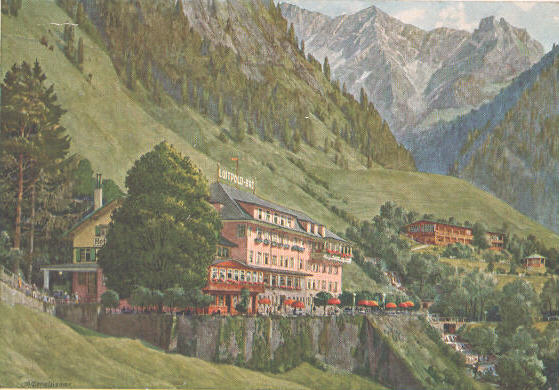
Nach dem Umbau von 1936, Ansichtskarte nach einem Gemälde von Michael Zeno Diemer

1936 wurde das Hotel erneut erweitert, so dass es nun 140 Gästebetten und erstmals auch in einigen Zimmern Balkone anbieten konnte. Aus demselben Jahr stammt ein Bericht des Allgäuer Anzeigenblattes über einen heftigen Zwist zwischen Andreas Gross und einem seiner Gäste – einem Bruder von Joseph Goebbels. Offenbar fügte sich Gross schließlich aber in die Zeitumstände.
Der 1914 geborene Alois Gross absolvierte eine Kochlehre im Bayerischen Hof in München und arbeitete danach auf einem Elbedampfer, im Grandhotel Londra in San Remo, im „Waldorf“ in London und im „Central Station Hotel“ in New York City. Auch der zweite Sohn, Albert, sollte eine internationale Ausbildung erhalten, doch dazu kam es nicht mehr. Beide Hotelierssöhne waren ab 1939 sofort im Kriegseinsatz. Albert kam im Sommer 1940 bei Tonnerre ums Leben, als sein Panzerspähwagen beschossen wurde.

### Der Zweite Weltkrieg und die Folgen
Nach dem ersten Schock über den Kriegsausbruch, der zu einer Massenabreise geführt hatte, füllte sich das Hotel wieder und blieb in Betrieb, solange die deutschen Truppen Erfolge verzeichnen konnten. Ende 1942 aber wurde es in ein Lazarett umgewandelt. Bis zum Ende des Krieges wurde der Bau als „Reserve-Lazarett Luitpoldbad“ genutzt. Alois Gross lernte während seiner Stationierung in Paris seine spätere Frau Elisabeth Schneider, die Tochter von Stammgästen des Hotels, kennen. Er heiratete sie 1944 und kehrte im Januar 1945 mit einem „Heimatschuss“ in das Lazarett zurück. Um nicht noch einmal in den Krieg ziehen zu müssen, bohrte er die Wunde mit einem rostigen Nagel wieder auf. Dieser Plan ging auf – im Gegensatz zu der Idee Andreas Gross’, im Keller des Gebäudes Lebensmittel einmauern zu lassen, die bei einer Wiedereröffnung des Hotels genutzt werden sollten. Der Plan wurde verraten und Andreas Gross hart bestraft.
Nach der Auflösung des Lazaretts wurde die Besitzerfamilie ausquartiert. In den Gebäuden des einstigen Hotels wurde ein Erholungsheim für US-Soldaten unter dem Namen „Mustang Manor“ eingerichtet. Schon 1946 wurde das Anwesen aber einer neuen Nutzung zugeführt. Der bayerische Staat machte daraus eine Lungenheilstätte der Landesversicherung Schwaben. Diese staatliche Enteignung der Familie Gross wurde 1949 für unrecht erklärt. Andreas Gross erlebte den Neuanfang am 28. Januar 1950 allerdings nicht mehr.

### Die Nachkriegszeit
Alois, Elisabeth und Maria Gross renovierten das Gebäude und richteten statt des bisher vorhandenen Teiches ein Freibad ein. Auch wurde eine von nur zwei Asthmastationen in ganz Deutschland im Luitpoldbad eingerichtet. Während die Einladung für bedürftige Berliner, die Alois Gross 1951 aussprach, ein großes Medienecho hatte, erwiesen sich andere Unternehmungen, von denen man sich Publicity versprochen hatte, als Misserfolge. So fiel 1952 eine Faschingsfeier mit Kulissen, die Wolfgang Modersohn gemalt hatte, dem schlechten Wetter zum Opfer, und auf einer zu Silvester errichteten Rutschbahn vom Speisesaal in die Bierstube brach sich der Oberkellner ein Bein.
1951 wurde eine „chinesische Bar“ eingerichtet. 1952 wurde der Speisesaal um 50 Plätze erweitert, indem man ihn talwärts in gerundeter Form ausbaute. Auch die Hotelhalle wurde vergrößert. 1953 wurde eine Aerosolstation eingerichtet, 1954 im Untergeschoss statt der Bierstube ein Kasino mit Tanzparkett und Bühne eingerichtet. Hier traten unter anderem Dieter Hildebrandt, die Münchner Lach- und Schießgesellschaft und Marianne Koch auf. 1958 riss man die Liegehalle oberhalb des Parks ab und baute sie östlich des Freibades wieder auf. 1959 wurde der Andreas-Gross-Weg am Wildbach Richtung Oberjoch eingeweiht. Nach Mansmann und Weiss wurde 1960 Fiedermutz Badearzt, der diesen Posten über 40 Jahre lang bekleiden sollte und erst 2004 von Hildegard Britzelmeier abgelöst wurde. Er praktizierte in dem neu eingerichteten Arztgebäude nördlich des Hauptbaus. Auch eine Gymnastikhalle, ein Tennisplatz und ein Kosmetikstudio wurden in Betrieb genommen.
1964 erhielten die Zimmer in dem Gebäudeteil aus dem Jahr 1928 Badezimmer und Balkone, 1969 wurde ein Hallenbad in Betrieb genommen. Dieser Bau erwies sich als viel aufwändiger als geplant, weshalb die darüber liegende Zimmerreihe zunächst mit einem Notdach versehen wurde. Eigentlich war die Errichtung eines dreistöckigen Zimmertraktes über dem Hallenbad geplant gewesen. Dies konnte erst 1976 verwirklicht werden.
1973 fiel Elisabeth Gross nach einem Unfall für längere Zeit aus. Daraufhin begannen auch Alois Gross’ Sohn Albert und dessen Ehefrau, Marion Gross, in der Hotelleitung mitzuarbeiten.
1975 erfolgte die Anerkennung des Hauses als private Krankenanstalt nach § 30 der Gewerbeordnung. Ab 1977 hieß das Hotel „Prinz-Luitpold-Bad“. 1982 und 1983 wurde der Gebäudetrakt über dem Speisesaal umgebaut; 17 neue Zimmer entstanden dabei. Nach diesem Umbau besaßen alle Zimmer eine eigene Nasszelle.
Als 1980 der Moorabbau untersagt wurde, war das Prinz-Luitpold-Bad die erste davon betroffene Einrichtung in Deutschland. Durch den Ausbau der A 7 bei Oy-Mittelberg, die mitten durch ein Moorgebiet geführt wurde, konnte dieses Problem aber gelöst werden. Ab 1985 wurde in der ehemaligen Liegehalle das „Quelldorado“, eine Wellnessanlage mit Whirlpool, Sauna, Solarium etc. eingerichtet.
Ab 1985 blieb das Hotel auch über den Winter geöffnet. 1986 wurde das einstige Kasino im Untergeschoss in die Hofjagdstuben umgewandelt, die mit Holz aus sieben abgerissenen Bauernhäusern ausgekleidet wurde. 1987 erfolgte der Bau der Dampfgrotte, wenig später wurde die Hotelhalle mit Täfelungen aus dem schottischen Lanrick Castle ausgestattet. Unter den in München gekauften Einrichtungsgegenständen des Schlosses hatte sich auch ein Nomadenzelt befunden, das ab 1992 als „Aladins Sonnenzelt“ für FKK-Liebhaber genutzt wurde. 1995 wurde der Westflügel des Hotels umgebaut. Dabei kamen weitere Teile von Lanrick Castle zum Einsatz; außerdem wurde eine Bleiglasdecke aus dem Jahr 1880 in der Halle eingebaut. Sie stammte aus dem Touring Club in Brüssel. Aus der einstigen Fischerstube im Untergeschoss wurde die Ritterstube, die zum Teil mit Bauteilen des Dampfers Luitpold ausgestattet wurde.
1997 gingen durch die neue Gesundheitsgesetzgebung die Übernachtungen von Kurgästen um rund 30 % zurück. 1998 wurde das Freibad renoviert. Im Jahr 2000 musste auf Anweisung des Gesundheitsamtes die alte romanische Fassung der Schwefelquelle erneuert werden. Im selben Jahr diente das Prinz-Luitpold-Bad als Kulisse für etliche Szenen der Verfilmung von Das Weibernest von Hera Lind.
Nachdem das Hotel schon mehrfach Schäden durch Erdrutsche und Regengüsse erlitten hatte, wurde an Pfingsten 2001 das Freibad verschüttet und musste mit einem Bagger wieder freigelegt werden. Im Rahmen der Veranstaltungsreihe „Ein Ort wird Musik“ traten 2003 unter anderem Elmar Gunsch, Florian Meierott und die Gitarrist und Flamencotänzerin Barbara Hennerfeind im Hotel auf.
2006 trat mit Armin Gross ein Vertreter der vierten Generation der Besitzerfamilie in die Geschäftsleitung ein. Er wandelte die Ponyweide in eine Krolfanlage um, auf der 2007 die erste deutsche Krolfmeisterschaft ausgetragen wurde. 2010 veröffentlichte Albert Gross die Hauschronik Geschichte und Geschichten rund ums Prinz-Luitpold-Bad.

## Bekannte Gäste
Unter den Gästen des Hotels waren etwa Mitglieder des Auswärtigen Dienstes, Karim Aga Khan IV., Familie Brenner, Henry Vahl, Liselotte Pulver und Josef Ohlgießer, der dem Hotel auch eine eigene Komposition widmete. Carl Zuckmayer erwähnte in einem Brief vom 3. August 1938, dass sich seine Eltern nach ihrer Goldenen Hochzeit im Luitpoldbad aufhielten. Stan Smith wurde einmal von einem reichen Hotelgast, Otto Eitel aus den USA, extra eingeladen, um mit einem anderen Hotelgast Tennis zu spielen.